# John Ericsson
John Ericsson (Långbanshyttan, 31 de julio de 1803-Nueva York, 8 de marzo de 1889) fue un ingeniero e inventor sueco.
A la edad de 13 años participó en la construcción del canal de Göta (Suecia). Trabajó en el desarrollo del motor de vapor trasladándose al Reino Unido para difundir sus innovaciones. En 1829, construyó un motor revolucionario que se colocó en la locomotora Novelty. Viajó posteriormente a Estados Unidos donde diseñó la fragata USS Princeton, en la que instaló un motor de hélice creado por él mismo. Durante la guerra civil estadounidense aportó al lado nordista estadounidense el buque de guerra acorazado USS Monitor, equipado con una torre de cañones giratoria. Este buque venció al acorazado de la escuadra sudista CSS Merrimac en 1862. El Monitor daría nombre a todas las naves de su tipo.

## Carrera temprana
John nació en Långbanshyttan, Suecia, siendo el menor de los tres hijos del matrimonio de Britta Sophia Yngström y Olof Ericsson. Su hermano mayor Nils, llegaría también a ser una figura importante en el ambiente de la ingeniería mecánica en Suecia.
El padre trabajaba como supervisor en una mina, pero perdió su dinero en especulaciones financieras y decidió mudarse junto con su familia a Forsvik en 1810, buscando mejorar su situación. Allí encontró trabajo como controlador de demolición en la empresa encargada de la excavación del Canal de Göta. 
Sus hijos lo acompañaban en su trabajo, y pronto, las extraordinarias habilidades técnicas de éstos llamaron la atención de Baltzar von Platen, arquitecto del canal de Göta, quien se encargó de reclutar a los dos hermanos como cadetes mecánicos de la Marina Real Sueca, siendo de esta forma contratados como aprendices en la empresa del canal. A la edad de catorce años, Johan trabajaba ya independientemente como topógrafo de la empresa.
A pesar de no poseer estudios formales, recibió sin embargo lecciones privadas de álgebra, química, geometría e idioma inglés, las que eran completadas por él mismo con lecturas adicionales.
En 1818 murió su padre, y con 15 años de edad, al tener que mantenerse por sí mismo, decidió ingresar al regimiento Jämtlands fältjägarregemente, en Jämtland, con el grado de subteniente.
Dos años más tarde rindió su examen como agrimensor en Estocolmo, y fue ascendido a teniente.
Fue enviado al norte de Suecia para realizar su trabajo de topógrafo, y en su tiempo libre construyó un motor de aire caliente que utilizaba el humo del fuego en lugar del vapor como propulsor. Patentó su invento, pero no hubo interés en invertir en él. También patentó otros inventos menores.
Sin dinero, ya que había gastado el suyo en sus inventos, y apoyado por un amigo, el joven aristócrata conde Adolf von Rosen, decidió emigrar al Reino Unido buscando un ambiente mejor para desarrollar sus proyectos. Solicitó su retiro del ejército al rey Carlos XIV Juan, que se lo concedió, otorgándole además el grado de capitán.
En mayo de 1826 viajó a Londres, cambiando su nombre a John, encontrando trabajo en los talleres mecánicos de John Braithwait, que se interesó en su motor de aire caliente.  
Sin embargo, su motor no fue ningún éxito, pues su prototipo había sido diseñado para utilizar la madera del abedul como combustible, y no trabajaba bien con el carbón, el principal combustible usado en el Reino Unido.
A pesar de la decepción, inventó varios mecanismos más, sustitutos de otros basados en el vapor, y mejoró el proceso de la calefacción agregando oxígeno supuestamente a la cama del fuego.
En 1829 se realizó un concurso de locomotoras en la localidad de Rainhill, siendo el premio la suma de 500 libras. En un período de 70 días, junto a John Braithwait, construyeron una con el motor diseñado él, a la que llamaron Novelty, con la cual llegaron a la competencia final junto a la locomotora Rocket, del inventor George Stephenson, quien había construido la primera línea de ferrocarril de uso público en el mundo.
Novelty era más rápida y más potente que Rocket, alcanzando la increíble velocidad, para la época, de 50 kilómetros por hora, pero lamentablemente una de sus turbinas falló y la locomotora se detuvo, perdiendo así el merecido premio.
Al año siguiente construyeron la que sería la primera máquina de vapor diseñada para apagar incendios, la que mediante un mecanismo doble de pistones en una cámara de presión de aire, lograba una presión constante de 680 litros por minuto y un chorro de agua de 30 metros. Iba montada en un carro de tracción animal con suspensión en sus ruedas y demoraba solo 10 minutos en alcanzar la presión adecuada. 
Sirvió exitosamente en varios incendios de Londres, pero no logró interesar a las autoridades. Sin embargo, una de ellas fue comprada por el rey de Prusia en 1832, siendo Berlín la primera capital mundial en poseer una. Pero el esfuerzo económico realizado por John Ericsson fue demasiado, al adquirir una deuda con altos intereses que no pudo cancelar, lo que lo llevó a sufrir una condena por un período en la cárcel.

## Propulsor

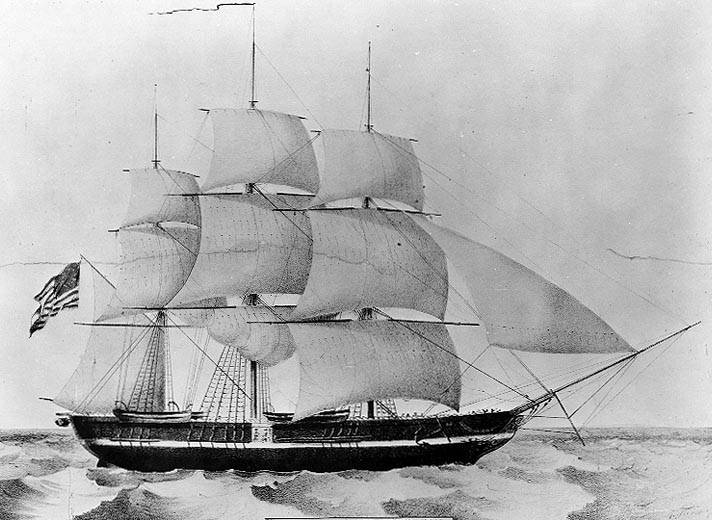
USS Princeton.

Sin embargo esto no desanimó al inventor, que comenzó a desarrollar un sistema de propulsión para barcos impulsados a vapor y reemplazar la rueda de paletas por el que sería su invento más conocido, la hélice naval, la cual patentó en 1836.
Ese mismo año se casó con Amelia Bryan, pero el matrimonio solo duró 3 años.
La hélice naval llamó la atención del cónsul de Estados Unidos en Liverpool, Francis B. Ogden, que decidió invertir en este proyecto, financiando la construcción de una pequeña embarcación impulsada por la hélice naval. En 1837 la embarcación realizó una exitosa prueba en el Támesis, llamando mucho la atención del público, pero despertando nulo interés entre autoridades e inversionistas.
John mejoró el diseño de la nave con dos hélices que se movían en diversas direcciones. Sin embargo, el Almirantazgo Británico rechazó el invento. Este rechazo lo condujo a un contacto con el capitán de la Armada de los Estados Unidos Robert F. Stockton, que conocía el propulsor de vapor diseñado por Ericsson y le sugirió que llevara su invención a los Estados Unidos de América, donde sería bien recibido. 
Ericsson se mudó a Nueva York en 1839. El plan de Stockton consistía en que Ericsson supervisara el desarrollo de una nueva clase de fragata, mientras Stockton usaba sus conexiones políticas para conseguir recursos económicos. Finalmente, tras la elección del presidente John Tyler, los fondos fueron asignados para desarrollar un nuevo diseño. Desafortunadamente, recibieron solamente el financiamiento para un velero de 700 toneladas en lugar de una fragata. El velero de guerra se convirtió en el USS Princeton, nombrado así por la ciudad natal de Stockton.
Hicieron falta casi tres años para terminar la nave, probablemente el buque de guerra más avanzado de su época. Además de las hélices, fue diseñada originalmente con un cañón de 12 pulgadas con un sistema mejorado de carga, en una torreta giratoria. Otra innovación en el diseño de la nave incluyó una chimenea plegable.
Las relaciones entre Ericsson y Stockton se fueron haciendo más tensas con el tiempo. Conforme se acercaba el término de la construcción de la nave, Stockton presionó a Ericsson para que se retirara del proyecto, intentando atribuirse todo el mérito ante terceros, y ocultando el hecho de que fue Ericsson el inventor primario. 
Stockton llegó a diseñar un segundo cañón de 12 pulgadas para ser montado sobre el USS Princeton. No llegó a comprender el diseño del primer arma (llamada originalmente "el Orador", y renombrado por Stockton como "Oregón"), con lo que esta segunda arma no llegó a funcionar correctamente.
La nave tuvo un enorme éxito desde su presentación. El 20 de octubre el USS Princeton ganó una competición de velocidad contra el barco de ruedas de paleta británico SS Great Western, considerado hasta entonces como el más rápido barco a vapor. 
Durante la demostración del arma de Stockton, ésta explotó, matando al Secretario de Estado (ministro de Asuntos Exteriores) Abel P. Upshur, y al Secretario de Marina (ministro de Marina) Thomas Gilmer, así como a otras seis personas. Stockton culpó del desastre a Ericsson, rechazó pagarle y, haciendo uso de su influencia política, consiguió que la Armada estadounidense tampoco le pagara. En consecuencia, el inventor desarrolló un profundo rechazo por la Armada de los Estados Unidos.
En 1848 obtuvo su ciudadanía estadounidense. En 1852 desarrolló el “motor del aire caliente”, que utilizaba aire caliente en lugar de vapor como propulsor, inspirado probablemente por el motor de humo de fuego que ya había diseñado en Suecia. Este motor no obtuvo ningún éxito. No obstante recibió el premio Rumford de la Academia Estadounidense de las Artes y las Ciencias en 1862, por su invento. 
En 1854, el 26 de septiembre, presentó a Napoleón III sus diseños de navíos de guerra con una torre acorazada en forma de cúpula. El emperador francés elogió esta invención, pero no hizo nada para llevar estos diseños a la práctica.

## USS Monitor
Poco después del inicio de la guerra civil estadounidense, en el año 1861, los confederados, temiendo el bloqueo naval de los estados nordistas, comenzaron a desarrollar una nave blindada basada en el casco de la USS Merrimac, una fragata que había sido quemada por las tropas federales cuando abandonaron en la base naval de Norfolk. Una vez terminada, recibió el nombre de CSS Virginia.
Ericsson todavía sentía un fuerte resentimiento hacia la Armada de los Estados Unidos, pero el empresario Cornelius Scranton Bushnell lo convenció para que trabajase en el diseño de un navío acorazado para enfrentar al CSS Virginia (Merrimac); la Armada nordista solo poseía naves de madera sin blindaje.
El inventor presentó los diseños del USS Monitor, un diseño totalmente único. La nave fue construida bajo muchas controversias y fue acabada el 6 de marzo de 1862. Era una nave de extraña apariencia, completamente cubierta de metal, con un perfil muy bajo y una torre giratoria con 2 cañones.
El 8 de marzo de 1862, el acorazado CSS Virginia (Merrimac) estaba causando estragos entre la flota nordista que bloqueaba Virginia. Con la aparición del USS Monitor, al día siguiente se produjo una batalla naval conocida como Batalla de Hampton Roads que terminó en tablas, al retirarse el CSS Merrimac por los daños sufridos. 
Tras este episodio se construyeron numerosos barcos según el patrón del USS Monitor, que tuvieron una fuerte influencia en la victoria de los estados del norte. Aunque primitivo según los estándares modernos, muchos elementos básicos del diseño del USS Monitor fueron copiados en los buques de guerra que se crearon a partir de entonces por otros diseñadores.
El USS Monitor tuvo un final absurdo, al hundirse dos años más tarde, cuando una de sus compuertas quedó mal cerrada durante una mar gruesa, inundando la nave. Se perdieron 16 de sus 62 tripulantes en el naufragio. 
Más adelante, Ericsson trabajó en el desarrollo de diversos modelos de torpedos, particularmente en el Destroyer, un barco torpedero que podía disparar sus proyectiles bajo el agua. 
En el libro "Contributions to the Centennial Exhibition", (1877, reimpreso en 1976), presentó los así llamados "motores solares" que utilizaban la energía del sol como propulsor para un motor de aire caliente. Una vez más, amargado y ahogado por las dificultades económicas, el inventor vería cómo su motor solar no encontraría aplicación práctica en los siguientes 100 años.
John Ericsson murió el 8 de marzo de 1889, a la edad de 85 años. Sus restos fueron llevados de los Estados Unidos a Estocolmo por el USS Baltimore y de allí al lugar de su último reposo, en un mausoleo en la ciudad de Filipstad.

## Vida privada y personalidad
Dotado de un genio mecánico manifestado desde pequeño al construir para sí un modelo completo de una mina, y su temprana incorporación al mundo del trabajo profesional como dibujante técnico y topógrafo adolescente, demostró durante toda su vida su pasión por el desarrollo técnico, el cual consumió permanentemente sus ingresos económicos. Fue sin duda un visionario. Tenía un carácter inquieto, decidido, impaciente y muy independiente. Era sano y fuerte. Hoy sería definido como trabajólico.
Durante su permanencia en el regimiento de Jämtland conoció a la hija de un capitán, Carolina, con la cual tuvo intención de casarse, pero fue rechazado por el padre de ella. El inventor abandonó Suecia sin saber que dejaba un hijo por nacer y al cual solo conocería en su vejez.
Su matrimonio en Londres con Amelia Bryan solo duró 3 años y no dejó descendencia. Después no volvería a casarse. 
Su relación con su hermano Nils Ericson fue distante.
Llevaba una vida muy simple en un pequeño departamento de su casa, ubicada en la calle Beach Street 36 en Manhattan, Nueva York, en el cual vivió los últimos 25 años de su vida. No dejó herencia, ya que todo su dinero lo gastó en sus proyectos.

## Invenciones
- El condensador superficial (aplicado en locomotoras)
- El “motor del aire caliente”
- La nave USS Princeton
- Diseño del cañón con la tecnología llamada hoop
- El blindado USS Monitor
- Tecnología del torpedo en el modelo Destroyer.
- La “máquina solar”, con espejos cóncavos para recolectar la radiación del sol para hacer funcionar un motor.

Patentó más de 500 inventos de su creación. Un archivo conteniendo su correspondencia, cálculos, dibujos y otros documentos se encuentra en el Museo Técnico en Estocolmo, y comprende el período entre 1842 y 1895.

## Becas
| Beca                                       | Año  |
| ------------------------------------------ | ---- |
| Real Academia de las Ciencias de Suecia    | 1850 |
| Real Academia de Guerra de Suecia          | 1852 |
| Doctorado honorario en Universidad de Lund | 1868 |

## Monumentos y memoriales

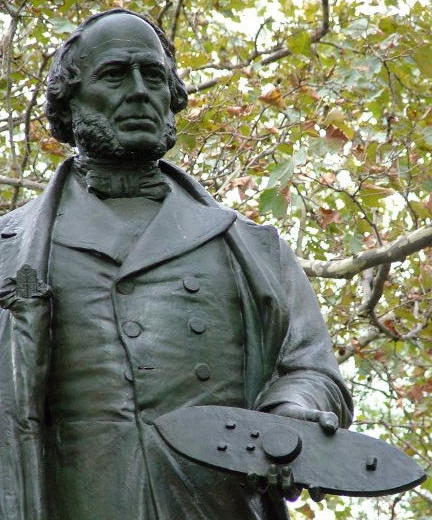
Estatua de John Ericsson en Battery Park

| Monumento o memorial            | Ubicación                    |
| ------------------------------- | ---------------------------- |
| John Ericsson Memorial nacional | Washington D. C.             |
| Battery Park                    | Nueva York                   |
| Nybroplan                       | Estocolmo                    |
| Kungsportsavenyn                | Gotemburgo                   |
| Fuente John Ericsson            | Parque Fairmount, Filadelfia |
| Nave: USS Ericsson              |                              |